# Handelslogistik
Handelslogistik bezeichnet den Managementprozess der gesamten Waren- und dazugehöriger Informationsflüsse zwischen einem Handelsunternehmen und seinen Lieferanten, innerhalb des Handelsunternehmens und zwischen einem Handelsunternehmen und seinen Kunden.
Das Ziel der Handelslogistik liegt in einer Verfügbarkeit der Ware am POS (Point of Sale = Verkaufsort) unter Berücksichtigung der dabei verursachten Kosten bzw. in einer Vermeidung der Fehlkäufe am POS.
Die aktuellen Trends im Handel, bspw. Digitalisierung, zunehmende Wichtigkeit des E-Commerce und immer individuellere Kundenanforderungen führen in der Handelslogistik unter dem Aspekt der Wettbewerbsfähigkeit zu weitreichenden Veränderungen und Anpassungen hinsichtlich Strukturen und Prozesse.[1]